# Contea di Carnamah
La contea di Carnamah è una delle diciassette Local Government Areas che si trovano nella regione di Mid West, in Australia Occidentale. Essa si estende su di una superficie di circa 2.876 chilometri quadrati ed ha una popolazione di 749 abitanti.